# Бухара
Бухара́ (узб. Buxoro / Бухоро) — один из древнейших городов мира, административный центр Бухарской области Узбекистана; город имеет большую архитектурную и историко-культурную ценность, так как сохранил уникальные памятники зодчества многих исторических эпох начиная с IX века. В Средневековье город был средоточием культуры, науки и мусульманской теологии всего Среднего и Ближнего Востока.
Бухара — единственный город Средней Азии, чья пред- и раннеисламская история была подробно описана в известном труде Наршахи — историка, жившего в X веке.
Бухара была столицей Бухарского ханства, крупным городом государства Тимуридов, а также столицей разных правящих династий, Бухарской народной советской республики и Узбекской ССР.
На протяжении многих веков город играл роль крупного административного, торгово-ремесленного и культурного центра Центральной Азии. Через него проходила одна из трасс Великого шёлкового пути, соединявшего страны Средиземноморья с Дальним Востоком.
Бухара, как и на протяжении столетий, оставалась своего рода Меккой для среднеазиатских мусульман. Многочисленные мазары — места поклонения привлекали огромное количество паломников. В городе проживали известные учёные-теологи, укрепляя её славу как центра мусульманского богословия.

## Этимология
Топоним «Бухара» (Buxara) впервые упоминается на ранних медных монетах Бухары с согдийскими надписями (IV—V вв.).
Учёные предполагают, что слово «Бухара» имеет эфталитское происхождение.
В письменных источниках слово Бухоро впервые было отмечено китайским учёным и переводчиком Сюаньцзаном (602—664).
«Бухарой» в древности называли весь оазис, и, вероятно, в X веке его название было перенесено на город.
На древнеуйгурском языке слово бухар означало именно «храм», «молельня».
Историк и филолог XI века Махмуд Кашгари отмечает, что название города Бухара происходит от названия храма идолопоклонников.
Есть другие предположения, по которым топоним Buhara отражает согдийское слово buharak («счастливое место») и по которому слово бухар на языке персидских жрецов-магов означает «средоточие учёности» или «обитель знания».

### Прежние названия
Историк X века Наршахи, родом из Бухары, писал, что «ни один город не имел столько названий, как Бухара».
В китайских источниках V века город впервые упоминается как Нюми; согласно им, здесь находилась резиденция правителя одноимённого владения.
В VII веке в хрониках Империи Тан его название упоминается в следующих формах: Ань (Аньго) (кит. 安國), Аньси, Бухо, Бухэ, Бухала, и Фухо. Позднее в старых книгах и рукописях на арабском языке город упоминался под разными названиями: Бумискат, Мадинат ас-суфриййа («Медный город»), Мадинат ат-туджжар, Нумиджкент; в одном из хадисов от Пророка Мухаммеда — Фахира и другие. Среди этих названий самым популярным было название Бухара.
С 1888 года до 1940-х годов Бухара в документах значилась как «Старая Бухара» после основания Новой Бухары (переименована в город Каган в 1935 году).

## История

### Древняя Бухара
По данным археологии, город был основан в середине I тысячелетия до н. э. В письменных источниках он впервые упоминается в V веке.
Согласно местной мифической традиции, отражённой в «Истории Бухары» Наршахи, основание древнейшей части города — крепости Арк — относится к глубокой древности и приписывается героям эпоса Сиявушу либо Афрасиабу. Однако древнее Бухары считались крупные укреплённые селения Варданзи, Рамтин, Варахша и торговый город Пайкенд.
Город сформировался вдоль одного из крупных притоков реки Зарафшана, которая расходится в этом месте на несколько протоков в низкой болотистой равнине, над которым возведён искусственный холм городской цитадели Арк.
Город на протяжении более 2000 лет не менял своего местоположения. Условия для жизни и строительства  были крайне ограничены из-за заболоченной местности, неустойчивого водного режима и скудных ресурсов.
Культурный слой на территории города составляет более 20 метров. На такой глубине археологи обнаружили остатки жилых и общественных зданий, посуду и монеты, орудия труда и ювелирные изделия, которые датируются V веком до н. э. В отличие от Самарканда, близкие к поверхности грунтовые воды не позволили археологам дойти до самого нижнего слоя. Наиболее древние артефакты, свидетельствующие о времени основания Бухары, скрыты грунтовыми водами.
В IV веке до н. э. территория будущего Арка Бухары была огорожена крепостной стеной с широким рвом, а у его подножия построили укреплённое поселение. По одной гипотезе, на месте Бухары располагалась крепость Бага — граница между согдийской землёй и скифами — массагетами, упомянутая Аррианом в связи с походом Александра Македонского.
В древности Бухара была одним из главных городов Согда. Бухарский согдийский язык демонстрирует некоторые отличия в фонетике от литературного согдийского, от топонимии других областей Мавераннахра.
В VI веке до н. э. город был захвачен персидской династией Ахеменидов, а в 329 году до н. э. — Александром Македонским. Господство греков в Согдиане продолжалось до II века до н. э.
В последующую эпоху происходит неуклонный рост этого поселения, превратившегося в достаточно большой город и ставшего торгово-ремесленным и административным центром всего Бухарского оазиса.
С конца I века до н. э. и до половины IV века Бухара входила в состав Кушанского государства.

### Эпоха эфталитов
В V веке Бухара вошла в состав государства эфталитов (Эфталитское царство), столицей которого был торговый город Пайкенд, расположенный в 40 километрах от Бухары.

Между 563—567 годами близ Бухары произошло сражение между эфталитами во главе с Гатифаром и тюрками Истеми-кагана. В восьмидневной схватке эфталиты были разбиты.
В V—VI веках древние правители чеканили собственные монеты с изображением портрета царя и согдийской надписью «Государь Аспар», то есть «Глава конницы».
По мнению историка В. А. Лившица в согдийских источниках IV—VIII вв. согдийцами называли только самаркандцев и пенджикентцев, но не бухарцев и кешцев. Эти две группы, по-видимому, не рассматривали друг друга как единый народ. С. Кляшторный отмечал, что авторы раннесредневековых тюркских надписей отличали согдийцев (soġdaq) от бухарцев (buqaraq), таким образом, бухарцы выделяли себя от других жителей Согда.
Бухарский говор согдийского языка отличался от самаркандского согдийского языка.

### Эпоха Тюркского каганата
Сведения о правлении тюрок в этнополитической истории Согда относятся к 580-м годам. В 585—586 годах в Бухаре произошло восстание Абруя, которое было подавлено тюркским принцем Иль Арсланом (Шери Кишвар). После этого Янг Соух тегин был утверждён владетелем Бухарского оазиса. После него Бухарой в 589—603 годах правил его сын Нили. Затем правил его сын Басы тегин (603—604 гг.).
Центром Бухары была крепость Арк, где проживали правители и их приближённые. За её стенами сложился собственно город — «шахристан». Постройка шахристана древней Бухары, а также нескольких селений в Бухарском оазисе, приписывается Шери Кишвару. Шахристан окружали торгово-ремесленные предместья — «рабад». Через Бухару пролегал Великий шёлковый путь. Здесь было более 60 караван-сараев, где размещались купцы из Индии, Китая, Персии и других стран.
В 40 км к западу от города располагалось поселение Варахша, где находилась резиденция бухархудатов, известное своими настенными росписями, представлявшими сцены охоты на гепардов.
В 603—658 годах Бухара была одним из согдийских владений, подчинявшихся Западно-тюркскому каганату. Владетели в это время именовались бухархудатами. О. И. Смирнова считала, что тюркскими правителями Бухарского оазиса в середине VIII века была выпущена группа тюрко-согдийских монет с надписью «владыки хакана деньга».
В древности Бухара и её округа были окружены большой оборонительной стеной Канпирак. В городе было 5 рядов стен и канал с водой, у дворца была плоская крыша. Трон князя изображал золотого верблюда и в высоту был 7—8 чи (2,5—3 м). Княгиня участвовала в официальных приёмах и сидела напротив мужа лицом к нему. Делами ведали три чиновника. Обычаи были похожи на кангюйские, но также были и близкородственные браки (вероятно, влияние Зороастризма).
При Суй Ян-ди в Ань (Бухару) прибыл посол Ду Синмань (杜行滿), который привёз оттуда 5-цветную соль. У Ань было небольшое вассальное государство Би (畢), с населением в 1000 семейств.

### Эпоха Арабского халифата
До завоевания арабами Бухара была крупным городом и культурным центром Средней Азии. Она имела экономические связи с Персией, Индией, Китаем и другими странами. Арабские историки с этого времени подробно излагают историю города.
Тогдашняя Бухара занимала площадь около 30—35 гектаров. Центр её находился в районе современного Токи Заргарон. Эта часть носила название шахристан (внутренний город) и была обнесена стеной с семью воротами. Только в мусульманский период шахристан соединился с пригородом в один город и впервые, как свидетельствует Наршахи, был обнесён общей стеной в 849 году, что ознаменовало собой окончательное оформление её как города.
К западу от шахристана располагался Арк, или кухендиз, как он в то время назывался. В нём до завоевания арабами жили Бухархудаты.
Бухара была захвачена арабами в 709 году, под предводительством полководца Кутейбы ибн Муслима и половина шахристана была разделена им между арабами и йеменцами. В городе находилась христианская церковь, впоследствии обращённая в мечеть. Первым арабским эмиром Бухары был современник Кутейбы — Эйюб ибн Хассан.
С приходом арабов в VIII веке в Бухаре распространился ислам. С этого времени начали возводиться мечети и минареты, медресе и культовые комплексы.

### Столица государства Саманидов (IX—X века)
Расцвет города начался, когда Бухара была избрана столицей государства Саманидов при Исмаиле Самани (892—907). Внешний облик самого города резко изменился. Значительно возросла численность населения.
Бухара в X веке была уже развитым городом, со всех сторон окружённым ремесленными и торговыми рабадами. Шахристан всё ещё продолжал выделяться. Поддерживалась окружавшая и защищавшая его стена, сохранились ворота.
Известно, что Саманиды украшали свою столицу монументальными и эффектными зданиями дворцов, правительственных учреждений, мечетей и медресе. При них же между западным высоким фасадом Арка и стеной рабада возникла площадь Регистан, административный центр города — здесь был построен дворец с порталом, который аль-Истахри признал величественнейшим в странах ислама. Здесь также находились диваны — главные ведомственные учреждения.
Неподалёку от регистана (главной площади) были расположены дворцы — дома царской фамилии (в местности Джуи-Мулиан), отличавшиеся большой роскошью. Однако не шахристан определял характер города в эту эпоху. Становление города было связано с образованием и развитием рабадов. Отдельные территории рабада были обнесены стенами. Кроме того, вся территория города была защищена крепостной стеной, имевшей 11 ворот. Государство было заинтересовано в развитии городской жизни и производственных сил города и стремилось создать для этого условия, прежде всего обеспечив безопасность его жителей.
В наши дни, кроме счастливо уцелевшего династического мавзолея Саманидов в городе на поверхности земли не осталось ни одной постройки этого времени.
По словам Ас-Саалиби, Бухара при Саманидах была «обителью славы, Каабой владычества, местом собирания выдающихся людей эпохи». По отзыву географа Истахри, была самым многолюдным городом в Мавераннахре и Хорасане. Если верить Мукаддаси, в Бухаре отсутствовали сборщики налогов. Это объясняется тем, что в конце X века жители столицы были освобождены от налогов. Мукаддаси пишет: «… наслаждаются жители справедливостью султана и пребывают в уверенности и благоденствии». О самой Бухаре Мукаддаси вынес противоречивые впечатления. По его словам этот город «благословен для того, кто стремится в него, живительный для того, кто живёт в нём, добрый к тому, кто обитает в нём. В нём кушанья приятные и бани опрятные, и улицы широкие, и воды пресные, и постройки прелестные. Он добрый в пропитании и проживании, обильный фруктами и маджлисами (мест для собраний). У простого народа есть знание фикха (правоведения) и литературы». В то же время отмечается теснота и скученность городской застройки («самый тесный из городов Востока»), частые пожары, неблагоприятный климат («то жаркий, то холодный»).

Развитие в Бухаре ремесла и торговли сделало её важным экономическим центром. Наршахи описывает развитое товарное производство тканей, отличавшихся высоким качеством. По его словам, «ни в одном городе Хорасана не умели ткать таких хороших материй». Бухарские ткани занданачи служили предметом экспорта: «В Бухару приезжали торговцы и… отсюда вывозили материи в Шам, Египет и города Рума». Искусство бухарских мастеров было предметом подражания. Бухарцы выезжали в Хорасан, безуспешно пытаясь наладить там производство столь же качественных тканей, которые охотно употребляли высшие слои общества: «не было царя, эмира, раиса, чиновника, который не носил бы одежды из этой ткани». Наршахи сообщает также о крупном ткацком заведении, которое находилось около соборной мечети, между Арком и шахристаном. В нём изготовлялись особо ценные ткани, которыми со всей Бухары выплачивалась подать арабскому халифу. По словам Наршахи, за этими тканями из столицы халифата Багдада ежегодно приезжал специальный чиновник.
| - Золотые динары эпохи Саманидов - Золотые динары эпохи Саманидов - Серебряные дирхамы эпохи Саманидов |

В X веке Бухара стала средоточием высокой культуры. Здесь работали многие учёные, известные всему миру, писатели и художники. Такие, как историк Наршахи, поэты Рудаки и Дакики, медик, математик и энциклопедист Ибн Сина (Авиценна), историки Балазури, Табари, Мискавейх и другие. Эти учёные внесли большой вклад в развитие мировой науки и культуры.
Десятки поэтов, писавших по-арабски, творили в Бухаре при Саманидах. Здесь при дворе Саманидов известным поэтом был Абу́ Абдулла́х Джафа́р ибн Мухаммад Рудаки́ таджикский и персидский поэт, певец. Считается «отцом персидской поэзии», который стоял у истоков литературы на этом языке. Он был ослеплён одним из Саманидов и после этого вернулся на родину в село поблизости от Пенджикента, где и скончался.
В Бухаре действовало медресе, в котором преподавалась медицина. Это была своего рода медицинская школа, где молодёжь обучали медицинской теории и практике с обязательной сдачей выпускных экзаменов и принятием клятвы врача. Такие медресе были также в Самарканде и в Мерве.
На месте купола Токи Тельпакфурушон находился книжный базар, по которому сам купол назывался Токи Китабфурушон. Здесь продавались разные книги и рукописи.
В городе была огромная по тому времени библиотека. В своей автобиографии Ибн Сина оставил нам её описание. В библиотеке имелись каталоги, специальные хранилища для книг и т. д.
Падение Саманидов лишило Бухару статуса столичного города.

### Эпохи Караханидов, Каракитаев и Хорезмшахов
В XI — первой трети XII веков караханидские правители отстроили в Бухаре ряд зданий. Шамс ал-мулк Наср б. Ибрахим (1068—1080) заново отстроил сгоревшую соборную мечеть с минаретом между крепостью и шахристаном, основал большой сад Шамсабад с великолепными зданиями вблизи Бухары, за южными воротами Ибрахим.
В караханидское время в Бухаре по приглашению караханида Шамс аль мулька некоторое время работал выдающийся поэт и учёный Омар Хайям.
Позднее караханид Кадыр-хан Джабраил б. Тогрыл-тегин Умар (умер в 1102 году) отстроил в районе базаров Ат-таран медресе Кулартакин и был похоронен в ней.
От эпохи Караханидов сохранились древние памятники в городе: минарет Калян, мечети Магоки-Аттари и Намазгох, мавзолеи Чашма-Аюб и Турк-и Джанди (квартальный и суфийский центр).
В 1119 году на фундаментах Намазгаха караханид Шамс ал-мулк отстроил новое здание праздничной мечети, сохранившееся в перестроенном виде до наших дней.
В эпоху Караханидов при правлении Арслан-хана (1102—1130) был построен один из шедевров бухарского зодчества — минарет Калян (1127—1129 годы). В юго-западной части «Внутреннего города» он выкупил жилой квартал и отстроил здесь пятничную мечеть (закончена в 1121 году), известный ныне как мечеть Калян.
Строительная деятельность тюркского правителя Арслан-хана Мухаммада б. Сулаймана превзошла достижения предшественников. Помимо дворцов, он строил бани и медресе, укреплял городские стены.
Ещё одна мечеть находилась на небольшом расстоянии к югу от мечети Калан. Сейчас на её месте располагаются жилые дома, в одном из них — мазар Арслан-хана.
В XII веке Бухарский оазис становится одним из центров суфизма в Центральной Азии. Одним из известных суфиев этого периода был Абдул-Халик Гидждувани.
В 1141 году Бухару захватили Каракитаи, а в начале XIII века она вошла в состав государства Хорезмшахов. В 1206 году в городе произошло восстание во главе с Малик Санджаром. Оно было подавлено войсками хорезмшаха Ала ад-дин Мухаммеда (1200—1220).

### Монгольское нашествие и эпоха Монгольской империи
В феврале 1220 года Бухара была захвачена войсками Чингисхана, который въехал на коне в соборную мечеть города. Город был разграблен, а жители уведены в плен для помощи монголам при штурме Самарканда.
По словам современника: «пришли, разрыли, сожгли, побили, увели в неволю, убили и ушли». Позднее город, вошедший в улус Чагатая, также подвергался жестоким разрушениям в 1238, 1263 и 1273—1276 годах.
Со второй половины XIII века город стал постепенно восстанавливаться. Путешественник итальянец Марко Поло, посетивший в то время Бухару, назвал её «городом большого величия». Население всё же не могло смириться со своим тяжёлым положением и часто поднимало восстания против насилия монгольской власти.
В 1238 году в Бухаре произошло антимонгольское восстание во главе с ремесленником Махмудом Тараби, которое было жестоко подавлено монголами.
В 1273 году войско Хулагуидов вошло в Бухару. Начались резня и грабеж, во время которых сгорело медресе Масуд-бека, а в нём — много рукописных книг. Город был беспощадно разграблен и сожжён ордами чингизида Абака-хана.
Последнее разорение Бухары и оазиса монголами Хулагуидского улуса произошло осенью 1316 года. Неудивительно, что Ибн Баттута, проезжавший через Бухару в 1333 году, писал: «… сейчас его мечети, медресе и базары в развалинах, за исключением немногих».
В 1360-х годах в Бухаре под влиянием Хорасана зародилось демократическое движение сербедаров.
Во второй половине XIII — первой половине XIV века монгольская знать начинает принимать ислам, а некоторые её представители становятся мюридами суфийских шейхов. Среди них был такой известный шейх Бухары, как Сайф ад-дин Бохарзи. В XIII веке в Бухаре и прилегающей к ней области бурно развивается суфийское учение. Суфий Сайф ад-Дин Бохарзи был послан в Бухару своим наставником хорезмийцем Наджм ад-Дином Кубра, где шейх прожил около 40 лет. В Бухаре шейх занимал видное положение, пользовался популярностью среди населения и большим влиянием у монгольских правителей, был мударрисом и мутаввали (распорядителем вакуфных средств) одной из крупных духовных школ — медресе Ханийе, разрушенного монголами в 1273—1276 годах. Наместник монголов, хорезмиец Масуд-бек стремился восстановить систему медресе и основал в Бухаре ряд новых, из которых нужно отметить медресе «Масудийе», где обучалось около 1000 студентов.
Также, известными представителями суфийского учения монгольской эпохи были Абдул-Халик Гидждувани и Бахауддин Накшбанд.

### Эпоха Тимура и Тимуридов
Во времена Тимуридов Бухара была невелика, так как при Тимуридах город не имел того первенствующего положения, как ранее при Караханидах и позже при Шейбанидах.
Секретарь Тимура Хафизи Абру описывает славную Бухару эпохи Саманидов, а о современном городе коротко сообщает ему: «Хотя теперь, в сравнении с прошлыми временами, не осталось и десятой части, но по сравнению с другими известными городами Бухара за своё плодородие и мирное благоденствие может быть названа райским садом».
Тем не менее, во времена правления Тимура (1370—1405) и Тимуридов Бухара оставалась одним из важнейших центров ремесла и торговли, «Куполом ислама», паломничества и родиной влиятельных представителей суфийского духовенства.
В эпоху Тимуридов Бухара стала священным городом и центром для мусульман. Именно в это время Бухару стали называть Бухорои Шариф («Величайшая Бухара, Священная Бухара»).
В городе сохранилось немного зданий этого времени: от имени самого Тимура была отремонтирована мечеть Намазгах, восстановлена соборная мечеть Калан и возведена ханака на некрополе Хазрат Имам. Некий амир Хаджжадж над древней святыней отстроил мавзолей Чашма-Аюб.
О Бухаре упомянул в своём дневнике Руи Гонсалес де Клавихо — посол Кастилии, возвращаясь осенью 1404 года с посольством к великому Темуру домой: «Прибыли в большой город, называемый Бояр (Бухара). Лежит он на обширной равнине и окружён земляным валом и глубоким наполненным водой рвом. На его одном конце — крепость земляная, так как в этой земле нет камня, чтобы делать ограды и стены, возле крепости протекала река. У города значительное предместье, и там большие здания. Город богат хлебом, мясом, вином и другими съестными и многими товарами. В этом городе посланники получили всё, что им было нужно, и там им дали лошадей».
На рубеже XIV—XV веков известный бухарский суфий Ходжа Мухаммад Парса — ученик Бахауддина Накшбанда — отстроил в Бухаре ханака, баню, медресе; основал большой базар Ходжа. В его медресе располагалась огромная библиотека, в которой были собраны книги и рукописи, самые ранние — XII века. Шахрух Мирза часто советовался с бухарскими шайхами, в частности, с Ходжа Мухаммадом Парса (ум. в 1420 году), «для устройства дел мусульман».
У Улугбека было особое отношение к Бухаре. Весной 1405 года после смерти Тимура в преддверии междоусобной борьбы за престол, Улугбек и Ибрагим султан со своей казной и опекунами отправились в Бухару и остановились в крепости Арк. Здесь они на протяжении месяца занимались укреплением стен и ворот города. Позднее Шахрух (1404—1447) назначил Улугбека наместником Мавераннахра со стольным городом Самаркандом и вторым по значению — Бухарой.
Осенью 1417 года при Улугбеке Бухара обогатилась зданием нового медресе, ныне являющееся самым старым из сохранившихся в Средней Азии. Однако занятый непрерывными походами, приёмом послов, а также трауром в связи со смертью жены Огэ-бегим, увидеть его воочию, как заказчик строительства, он смог лишь в ноябре 1419 года. Это медресе прославилось благодаря надписи на створке ворот: «Стремление к знанию — обязанность каждого мусульманина и мусульманки». В зиму 1421—1422 года Улугбек принимал в Бухаре послов из Тибета. В 1428—1429 годах занимался здесь устройством монетного двора, который несколько десятилетий обеспечивал весь Мавераннахр медной монетой. Бывший опекун Улугбека, наместник Хорезма амир Шах-Мелик присылал ему в Бухару для охоты своих нукеров с кречетами.
В Бухаре, при последующих Тимуридах от их имени правили тарханы. Следы их деятельности в городе пока не выявлены. Известно лишь, что главы суфийского братства Накшбандия Ходжа Ахрару принадлежали две бани, доходы от которых поступали в пользу учредителя, его потомков и на содержаные медресе, основанное им в Самарканде.
С падением Империи Тимуридов в Бухару переместились учёные и художники, до того собранные при гератском дворе.

### Столица ханства (XVI—начало XX веков)

#### Эпоха узбекской династии Шейбанидов
Во время правления Шейбанидов Бухара сначала пребывала в статусе центра одного из уделов, а затем — столицы всего государства. В эпоху Шейбанидов в Бухаре были построены десятки новых медресе, мечетей, караван-сараев, торговых куполов. Для истории, культуры и архитектуры Бухары особое значение имеют 3 хана из этой династии: Убайдулла-хан, Абдулазиз-хан и Абдулла-хан II.
Бухара — стольный город Убайдулла-хана (с 1504 года правил Бухарой, Верховный хан в 1533—1540 годах) — была местом сбора учёных людей, при его жизни достигла такой степени, что напоминала Герат времён Хусейна Байкары.
Убайдулла-хан был образованным человеком, декламировал Коран и снабдил его комментариями на тюркском языке. Убайдулла сам писал стихи на тюркском, персидском и арабском языках под литературным псевдонимом Убайдий. До нас дошел сборник его стихотворений.
Из воспоминаний современников, лично знавших Убайди (псевдоним хана), это был выдающийся человек своей эпохи. Его «культурный уровень вряд ли уступал уровню образованности темуридской элиты», он «уделял своей библиотеке пристальное внимание» и «с упорством занимался изучением разного рода наук и знаний, соблюдая религиозные обязанности». С 1512 года в Бухаре при дворе Убайдуллы жил известный учёный Фазлаллах ибн Рузбихан Исфахани, который в 1514 году написал для него книгу «Сулук ал-мулук» («Правила поведения государей»).
Незаурядным человеком был и сын Убайдулла-хана — Абдулазиз-хан (с 1533 года правил Бухарой, бухарский хан в 1540—1550 годах). По словам современника Азизи (псевдоним хана), был покровителем учёных и поэтов, «славно писал насхом и занимался стихосложением». Особым вниманием и покровительством хана пользовалась знаменитая бухарская библиотека — средоточие придворной культурной жизни, сыгравшая большую роль в формировании бухарско-самаркандской школы художественного письма. Она оказала влияние Мавераннахрской школы миниатюрной живописи. Во время правления Абдулазиз-хана началась реконструкция города. Особенно хорошо она прослеживается в районе древних базаров Бухары, где была реконструирована мечеть Магоки-Аттари, связанная магистралью с архитектурным ансамблем Токи Саррофон.
Выходцем из Бухары был узбекский поэт Нисари (1516—1596).

##### Эпоха Абдулла-хана II
Город достиг своего расцвета при правлении шибанида Абдулла-хан II (1557—1598). Абдулла хан II сам писал стихи и оставил своё наследие под псевдонимом «‘Аваз Гази». Абдулла-хан также был покровителем просвещения и меценатом, окружил себя учёными, писателями и летописцами. Немалое внимание уделял он строительству. Город вплоть до середины XIX века не выходил за пределы своей крепостной стены, построенной в XVI веке, и при этом вмещал в себя более 200 медресе и множество базаров.
Придворные поэты и историки восхваляли его. Известным поэтом был Мушфики — автор хвалебных од, лирических стихотворений и эпиграмм, который также был способным дипломатом. По поручению Абдулла-хана Мушфики составлял высокопарные надписи для сооружений. Придворный историк Хафиз Таныш составил богатую фактами хронику «Абдулла-наме». Литература продолжала развиваться на персидском, среднеазиатском тюркском и частично — на арабском языках.
По наблюдению академика В. В. Бартольда, «историческая литература при узбеках по качеству и количеству стояла даже выше, чем в прежние века».
Известным выходцем из узбекского племени катаганов был историк XVI века Мухаммед Яр ибн Араб Катаган, написавший произведение «Мусаххир ал-билад» («Покорение стран»). В произведении рассказывается история Шибанидов, включая эпоху Абдулла-хана.

#### Эпоха узбекской династии Аштарханидов
Свой современный облик город приобрёл во времена династий Шейбанидов и Аштарханидов в XVI—XVII веках, когда были построены большинство из его мечетей и медресе, караван-сараев и бань, крепостных стен и ворот, а также крупные архитектурные ансамбли и усыпальницы. Город не выходил за пределы своей крепостной стены, построенной в XVI веке, и при этом вмещал в себя более 200 медресе и множество базаров, на которых можно было купить почти что-угодно.
До настоящего времени сохранились стены старинной цитадели, более 140 архитектурных памятников мусульманской эпохи (минарет Пои-Калян XII века, медресе Кукельдаш и Улугбека XI—XVI веков, Ляби-Хауз XVI—XVII веков, мавзолей Исмаила Самани (IX—X веков)).
В сохранившихся памятниках чётко прослеживаются черты местной самобытной архитектурной школы и мастерство бухарских зодчих.
Бухара считается одним из священных городов суфизма. В городе пребывали многие великие суфийские святые. Один из самых почитаемых — Бахауддин Накшбанд, мавзолей которого считается среднеазиатской Меккой и находится не по далёку от города.
Имамкули-хан (1611—1642) был мюридом джуйбарского ходжи Таджиддина, который был женат на младшей сестре Имамкули-хана.
На площади Регистан ходжой Таджиддином было построено медресе Дор-уш-Шифо. Это медресе имело медицинскую специализацию, аптеку и лечебное учреждение. В библиотеке этого медресе хранилось 10 000 редкостных книг.
Ежегодно здесь готовилось 800 больших стеклянных сосудов розовой воды и других лекарств, предназначенных для различных заболеваний.
.
В 1619—1620 годах на средства дяди и близкого сановника Имамкули-хана Надира диван-беги в Бухаре была построена ханака. Она образовала кош с расположенным напротив медресе Нодир-Диван-Беги, который входит в ансамбль Ляби-хауз.
В 1622—1623 годах Надиром диван-беги было построено монументальное здание в качестве караван-сарая, но в дальнейшем оно было переоборудовано в медресе и известно как Медресе Нодир-Диван-Беги.
При правлении Абдулазиз-хана в Бухаре были построены медресе его имени, Медресе Валидаи Абдулазиз-хана. Он собрал библиотеку из красивых рукописей.
Аштарханид Субханкули-хан был автором нескольких произведений по медицине и астрологии. Его произведение по медицине было написано на среднеазиатском тюркском языке. Один из списков рукописи хранится в библиотеке в Будапеште. Субханкули-хан также увлекался поэзией и писал стихи под псевдонимом Нишони.
Аштарханид Убайдулла-хан II в 1709 году к западу от Бухары (возле ворот Талипач) заложил большой сад (Чарбаг), среди которого построил дворец. Сад был наполнен разными фруктовыми и декоративными деревьями и цветниками, обнесён высокой стеной. Он получил название Ханабад («построенный ханом»), в нём Убайдулла больше всего любил проводить время.
В период правления Убайдуллы-хана II известными историками были Абдуррахман-и Тали и Мир Мухаммед Амин-и Бухари.
В первой половине XVIII века Бухара, как и вся страна, находилась в состоянии экономического кризиса. В 1740 году город оказался во власти иранского шаха Надир-шаха.

#### Эпоха узбекской династии Мангытов (1756—1920)
.
Со второй половины XVIII века Бухара благодаря политике Мухаммад Рахима (1756—1758) и Шахмурада (1785—1800) постепенно выходит из кризисного состояния. В начале XIX века город вернул свой былой статус центра исламской религии. В Бухаре были восстановлены десятки медресе, в которых учились студенты из разных стран исламского мира.
При узбеках-мангытах несколько тысяч дервишей по четвергам и воскресениям отправлялись в Бухару для сбора подаяния.
В 1770-х годах российская императрица Екатерина Великая в знак дружеских отношений подарила бухарскому послу Эрназару Максудбеку 10 000 рублей. На эти средства впоследствии в Бухаре было построено медресе, названное в честь Эрназар эльчи.
Оно находилось с западной части медресе Кукельдаш и просуществовало до середины 50-х годов XX века. Медресе было разрушено по инициативе советских органов власти. Ныне на его месте расположен сквер.
В середине XIX века в Бухаре впервые в истории города были установлены городские часы на стене Арка. В годы советской власти они были утеряны.
В 1868 году Бухарский эмират попал в вассальную зависимость к Российской империи и получил статус её протектората.
К эмиру Музаффару были отправлены ряд посольств: Носовича, Костенко и Петровского. Церемониалы приёма послов производились на узбекском языке.
Церемонимейстеры-удайчи кричали: «Худай Хазрати Амирни Музафар Мансур-Кылсун» («Бог да сделает великого эмира могущественным и победоносным»).
По некоторым оценкам, в 1910 году население Бухары насчитывало 150 000 человек. В городе были 364 мечети, 2 синагоги, более 50 базаров.
В конце XIX и первых двух десятилетий XX веков в городе происходил строительный бум, донаторами которого выступали, в основном, купцы, возводившие либо ремонтировавшие квартальные мечети, медресе, караван-сараи, определяя их в вакф своих же медресе.
Костяк так называемого «Бухарского джадидизма» составляли выходцы из самой Бухарского эмирата, в основном представители интеллигенции, муллаваччи (ученики медресе, и недавно окончившие обучение в медресе), купцы и торговцы, а также ремесленники. Бухарские джадидисты, как и вся интеллигенция свободно знали язык фарси.
Основателем реформаторского движения в Бухаре, бухарских джадидов был просветитель Ахмад Дониш. В 1908 году бухарскими джадидистами была создана организация «Бухорои Шариф ширкати», которая в основном занималась изданием, печатанием и продажей книг и учебников на территории Бухарского эмирата. Наиболее известными представителями бухарского джадидизма стали Абдурауф Фитрат, Файзулла Ходжаев, Усман Ходжаев, Абдулкадыр Мухитдинов, Муса Саиджанов.

### Советский период
До 1920 года в Бухаре существовало несколько банков и представительств иноземных торговых домов; шла торговля, связывавшая Бухару с мировыми деловыми центрами.
В начале декабря 1917 года младобухарцы вступили в контакт с большевиками. В Ташкент отправляется делегация ЦК младобухарцев по главе с Файзуллой Ходжаевым с целью заручиться поддержкой советского Ташкента в вооружённом выступлении против власти бухарского эмира. Председатель Совета Народных комиссаров (СНК) Туркестанской АССР, Ф.Колесов командовал войсками,  попытавшимися в марте 1918 года силой свергнуть власть Бухарского эмира. Однако бухарцы смогли  успешно защитить город. 2 сентября 1920 года РККА во главе с М. В. Фрунзе в результате 3-дневного штурма захватила Бухару. При штурме города были задействованы 10 самолётов-бомбардировщиков. Бухарский эмир Сеид Алим-хан бежал из страны в Афганистан, Бухарский эмират прекратил своё существование.
В конце 1920 года был произведён учёт разрушений, вызванный свержением эмирата. На территории 27 ремесленных городских кварталов — гузаров, протянувшихся от парадной площади Регистан до минарета Калан, были разрушены 9 мечетей и 582 жилых дома, в том числе несколько административных зданий. Также были разрушены 850 лавок и мастерских, 38 караван-сараев, конюшен и 38 пекарен. Крепостная стена была проломлена. Были разрушены дворцовые помещения в Арке, уничтожены 2-этажное медресе Бозори Гусфанд (1670 год постройки), лечебница Доруи Шифо (1697 года), ханака Усто Рухи, медресе Шодым Бий (XVII век), медресе Ходжа Нихол, мечеть Поянда бий Аталык. Исчезли расположенные поблизости Базарные купола Токи-Тиргарон и Токи-Орд фурушон, двухэтажное медресе Кальабад (1600), Чор-Минор. Был засыпан мусором хауз посередине двора, в котором остался только портик с 4 минаретами. Некоторые памятники архитектуры были разрушены из-за нерадивости арендаторов или небрежности исследователей, которые оставляли вырытые ими траншеи открытыми. Вскрытые фундаменты быстро выходили из строя. Например, в ходе раскопок в медресе Абдулла-хана II трещина расколола его портал сверху донизу.
14 сентября были образованы Всебухарский революционный комитет во главе с Абдукадыром Мухитдиновым и Совет народных назиров (комиссаров) во главе с Файзуллой Ходжаевым.
8 октября того же года Бухара стала столицей Бухарской народной советской республики, которая в 1924 году по национальному признаку была разделена между Узбекской ССР, Туркменской ССР и Таджикской АССР.
13 февраля 1925 года в Бухаре состоялся I съезд Советов трудящихся, где была принята Декларация об образовании Узбекской ССР и её вхождении в состав СССР в качестве союзной республики.
С 15 января 1938 года город являлся центром Бухарской области Узбекистана. В 1990 году по инициативе И. Каримова был основан Бухарский государственный медицинский институт.

### Бухара в эпоху независимости Узбекистана
В 1993 году исторический центр города Бухары был включён в список городов Всемирного наследия ЮНЕСКО.
ИСЕСКО объявила Бухару «столицей исламской культуры» 2020 года.
В 2024 году была начата реализация строительного проекта «Вечная Бухара».

## Население
Численность населения города, по состоянию на 1 января 2014 года, составляла 272 500 жителей.
- 1841 год — 60 000—70 000[55],
- 1917 год — больше 100 000,
- 1939 год — 59 000,
- 1959 год — 69 000,
- 1970 год — 112 000,
- 1985 год — 200 000,
- 2014 год — 272 500.

Согласно официальным данным, население главным образом составляют узбеки — 82 %, также в городе проживают: русские — 6 % , таджики — 4 %, татары — 3 %, корейцы — 1 %, туркмены — 1 %, украинцы — 1 % и другие — 2 %.
Большинство населения исповедует ислам, также в Бухаре проживают православные, иудеи и другие.

### История населения
Население Бухары на протяжении более чем 2000-летней истории города развивалось непрерывно, видоизменяясь и смешиваясь с пришлыми группами.
Самыми древними здешними жителями были согдийцы, чей язык считается мертвым и относится к почти исчезнувшей северо-восточной подгруппе иранских языков (непонятной носителям других групп).
Первая перепись по национальному признаку в городе Бухаре была проведена в 1926 году. Из 41 823 переписанных жителей 27 823 человека определили себя как узбеки, 8646 — как таджики, а 5354 отнесли себя к другим народам. В Бухаре преобладает узбеко-таджикский билингвизм. В период советской власти почти всё население города начало относить себя к узбекам не только в гражданском смысле, но и в этническом.
Интересные результаты были получены в результате серии экспедиций 1940—1950-х годов под руководством О. А. Сухаревой, занимавшихся, в частности, изучением этнического и языкового состава населения Бухары. Внутри оседлого населения бухарцы, как и другие городские группы населения Средней Азии, использовали название местожительства (бухарцы, самаркандцы, ташкентцы и прочие). Отдельные группы населения, состоявшие в родстве со знаменитыми родами, использовали во внутриэтнической самоидентификации названия родов (часто бывших узбекских племен). Жители соседних деревень, независимо от языка общения, относили себя к узбекским племенам (бахрин, сараи и прочие).

## Достопримечательности
Город богат историческими памятниками архитектуры, их насчитывается около 140. Архитектурные ансамбли Пои-Калян, Ляби-хауз, Гаукушон, Чор-Бакр, Тошмачит, мавзолей Саманидов и другие являются лучшими образцами творений средневековых зодчих XI—XVII веков.
В Бухаре сохранилось также множество памятников жилой архитектуры и дворцов, бань и торговых сооружений.

## Транспорт
В Бухаре имеются многочисленные автобусные маршруты и железнодорожный вокзал. В 1986—2005 годах в городе работали троллейбусы.

### Аэропорт
В 2011 году был построен новый современный терминал, который имеет 1 взлётно-посадочную полосу и связывает город с Ташкентом, Ургенчем, Москвой, Санкт-Петербургом, Краснодаром и Новосибирском.

## Спорт
В городе имеется футбольный клуб Высшей лиги Узбекистана «Бухара».

## Хокимы
1. Насыров Убайдулло Ибодуллаевич (1992—1994 гг, председатель Бухарского горисполкома (мэр города) в 1988—1992 гг),
2. Камалов Карим Джамалович (1994—2007),
3. Рустамов Киёмиддин (2007—2011),
4. Камилов Хайит Эргашович (и. о., 03.06.2012)[63][64],
5. Уринов Валижон Шодиевич (09.2012—01.2017)[65],
6. Фармонов Ихтиёр Асрорович (с 24.01.2017)[66],
7. Камалов Карим Джамалович (с 10.08.2017 — 01.03.2020)[67].
8. Жумаев Уткир Хикматович (с 04.03.2020 [68] - 05.05.2021),
9. Носиров Жамол Шухратович (с 05.05.2021 - по 30.04.2024)
10. Турсунов Курбон Ибрагимович (с 01.05.2024 по н.в.)[69].

## Города-побратимы
- 1988: Кордова,  Испания
- 1989: Санта-Фе, штат Нью-Мексико,  США
- 1990: Цицикар,  Китай
- 1991: Братск,  Россия
- 1991: Чарджуй,  Туркменистан
- 1992: Худжанд,  Таджикистан
- 1992: Малатья,  Турция
- 1992: Измир,  Турция[70]
- 1999: Рюэй-Мальмезон,  Франция
- 2003: Бонн,  Германия[71].
- 2006: Каннын,  Республика Корея
- 2022: Нижний Новгород,  Россия[72]
- 2023: Ленкорань,  Азербайджан[73]

## Галерея
- Калян, или Калон Минор (перс. مناره کلان‎) (Великий минарет)
- Симург на портале медресе Надир Диван-Беги (часть комплекса Лаби-Хауз)
- Памятник Ходжа Насреддин (в составе архитектурного ансамбля Ляби-Хауз)
- Стена Бухарской крепости, Арк
- Чор-Минор
- Мечеть Магоки-Аттари (южный фасад).